# Sarah Schenirer et le Mouvement Bais Yaakov: Chronologie
Sarah Schenirer (1883-1935) fonde en 1917 le Mouvement Bais Yaakov, qui pour la première fois établit des écoles religieuses pour jeunes filles juives, d'abord en Pologne, puis éventuellement, à travers le monde.
La chronologie qui suit a été adaptée de celle établie par l'historien américain de la Shoah David Kranzler (1930-2007) et présentée en 1999.

## 1915 à 1939

### 1915
- Sarah Schenirer se réfugie à Vienne en Autriche en même temps que 200 000 réfugiés de Galicie en Pologne.

### 1917
- Sarah Schenirer revient à Cracovie, sa ville natale, déterminée à répandre l'enseignement de la Torah aux jeunes filles grâce à ses nouvelles connaissances basées sur l'idéologie du rabbin Samson Raphael Hirsch.

### 1918 (à 1922)
- Sarah Schenirer enseigne jusqu'à 80 élèves dans son petit appartement.
- Elle cherche à obtenir le soutien des leaders juifs orthodoxes pour son idée révolutionnaire. Elle obtient l'approbation des deux leaders incontestables du judaïsme orthodoxe:
  - Le rabbin Abraham Mordechai Alter (1866-1948), le Imrei Emes, le leader de la Dynastie hassidique des Gur, le plus grand mouvement hassidique de Pologne.
  - Le rabbin Israël Meir Kagan (1838-1933), mieux connu comme le Hafetz Haïm.

Le leader de la dynastie hassidique de Belz, le rabbin Issachar Dov Rokeach (1854-1927), son propre Rebbe, soutient sa démarche, mais refuse d'encourager les jeunes filles de ses Hassidim à fréquenter le Bais Yaakov.

### 1919 (à 1923)
L'Agoudat Israel, fondée en 1912, adopte le Bais Yaakov comme partie intégrante de ses activités. Les deux plus grandes autorités du mouvement sont le Imrei Emes et le Hafetz Haïm. Leur soutien au Mouvement Bais Yaakov est le point tournant de l'histoire du Bais Yaakov. 
De plus, le président de l'Agoudat Israel mondiale Jacob Rosenheim (1870-1969), de Francfort, donne un appui direct au Bais Yaakov:
- 1923. Sarah Schenirer crée un Séminaire chez elle, au "Catachina No. 1."
- 1923. À la Première Convention Internationale de l'Agoudah (Knessiah Gedolah) à Vienne, l'Agoudah adopte officiellement comme un de ses premiers buts: le développement du Mouvement Bais Yaakov.
- 1923. Rosenheim fait inclure les écoles du Bais Yaakov dans le budget du Keren Hatorah, l'institution de l'Agoudah qui recueille de l'argent pour créer et maintenir les yeshivot en Pologne. Le Dr. Leo Deutschlander dirigeait le Keren Hatorah. Habitant à Vienne, en Autriche, Judith Grunfeld fréquemment voyageait avec Deutschlander pour ramasser des fonds pour le Mouvement du Bais Yaakov.
- Rosenheim requiert l'argent nécessaire pour le premier paiement du terrain du nouveau Séminaire à Cracovie. Les fonds pour l'immeuble du nouveau Séminaire sont assemblés par le Comité américain du Bais Yaakov, dirigé par le rabbin Leo Jung[2], Cyrus Adler[3], Sue Golding[4], Rebekah Kohut[5],[6] et Frieda Warburg[7].

### 1925 (à 1931)
- Le Dr. Judith Grunfeld (née Rosenbaum).
  - Elle aide à développer le nouveau Séminaire d'Enseignantes de Sarah Schenirer à Cracovie. C'est Jacob Rosenheim qui demande à Grunfeld, une diplômée du Elizabeth Teacher's College et de l'université de Francfort, d'aider Schenirer et Deutschlander à atteindre ses buts professionnels. Il y a trois autres enseignants au Séminaire durant les premières années, mais Grunfeld est l'enseignante principale, après Schenirer et Deutschlander. Elle reste au Séminaire pendant six ans (1925-1931), et devient le troisième pilier du Séminaire du Bais Yaakov.

### 1925
- Réunion de fondation des groupes de jeunesse juive pour les filles appelés Bnos (Agudah) à Łódź, en Pologne, par Gershon Eliezer Friedenson. Celles qui sont âgées de moins de seize ans sont appelées Basya.

### 1927
- Ouverture de l'immeuble du Séminaire au "Stanislawa 10."

### 1928
- Plus de 20 000 étudiantes, dont 16 000 en Pologne.

### 1929
- Première école à plein-temps, combinant les matières religieuses et séculaires. Auparavant il n'existait que des classes l'après-midi pour supplémenter l'éducation religieuse inexistante  dans les écoles publiques laïques.

- Conférence majeure du Bais Yaakov, à Varsovie. 300 délégués. Programme pour l'avenir.

- Seconde Knessiah Gedolah de l'Agoudah, à Vienne. Réenforcement des liens entre l'Agoudah et le Bais Yaakov. Appel à toutes les communautés juives de soutenir une école de Bais Yaakov locale.

### 1935
- Décès de Sarah Schenirer. Le nouveau responsable est le rabbin Yehuda Leib Orleon.

### 1936-1939
- Création de plusieurs écoles commerciales, l'inspiration de Schenirer pour le concept du Bais Yaakov à Vienne (1914-1917).